# Aldo Domenico Atzei
Aldo Domenico Atzei ( 1932 ) es un naturalista, y franciscano italiano. Desarrolla actividades académicas en Oberlan. botánica farmacéutica, de la Facultad de Farmacia de la Universidad de Sassari, Cerdeña.

## Algunas publicaciones

### Libros
- 2009. Le piante nella tradizone popolare della Sardegna : documentazione sugli usi alimentari, aromatizzanti, profumieri, artigianali, cosmetici, medicinali, veterinari, magici, ornamentali, rituali, religiosi, tintori, antiparassitari e vari, delle piante. Ed. C. Delfino. 596 pp. il. Ione Procida et al. Roma ISBN 8871382986, ISBN 978-88-7138-298-2[3]

- 1995. Appunti di flora ed erboristeria della Sardegna. Ed. Libreria Scientifica Internazionale, 146 pp.

- 1994. Le piante nelle terapie tradizionali: Sardegna sud-occidentale. Ed. 	Stef, 255 pp.

- 1990. Piante e allergie da pollini: (la pollinosi nella provincia di Sassari) Con Giuseppe Vargiu, Anna Maria Chessa, Gabriella Tomassetti, Arnoldo Vargiu. Ed. Amministrazione provinciale di Sassari, 	134 pp.
- La abreviatura «Atzei» se emplea para indicar a Aldo Domenico Atzei como autoridad en la descripción y clasificación científica de los vegetales.[4]